# Patriark (kyrkligt ämbete)
Patriark (från grekiskans πατήρ, "fader" och ἀρχή "herradöme, ursprung, makt"; grekiska: Πατριάρχης; kyrkslaviska: Патрїа́рхъ) är en biskoplig hederstitel (bundet till vissa biskopsstolar) av varierande ställning inom antingen den Östortodoxa, Orientalisk-ortodoxa, Romersk-katolska eller Östkatolska kyrkan.
Inom judendom, kristendom och islam betraktas Abraham, Isak och Jakob som de första patriarkerna. Jakobs tolv söner kallas även de tolv patriarkerna, vilkas släkten sedan blev Israels tolv stammar.

## Historia
Namnet patriark förekommer under 300-talet som hedersnamn för biskopar. Det fick dock småningom en begränsad betydelse. Bredvid de tre exarker (i Rom, Alexandria, Antiokia), som första konciliet i Nicaea år 325 tillerkänt supremati över större kyrkoområden, erhöll Konstantinopels biskop på andra ekumeniska mötet i Konstantinopel 381 en särskild ställning som faktisk exark. 
En liknande övermetropolitställning vann småningom Jerusalems biskop genom den naturliga vördnaden för staden (officiellt erkänd på konciliet i Chalkedon 451). Dessa fem höjde sig i rang över andra liknande exarker (Efesos, Caesarea, Heraklea) och började kalla sig patriarker (utom Rom, där papa i stället växte fram som särtitel). Under Justinianus I fick de officiellt erkännande med verklig jurisdiktionsrätt, synodledning etc. över var sin del av kyrkan (patriarkat). Då schismen mellan Rom och Bysans inträdde och påvedömet fick ledningen av hela västerns kyrka, fick patriarkinstitutionen en betydligt mer framträdande roll i öst än i väst.

## Idag i Väst
Den romersk-katolska kyrkan har egna latinska biskopar i Alexandria, Antiochia (patriark av Antiokia), Konstantinopel och Jerusalem, vilka alla bär titeln patriark. Bortsett från dessa finns även biskopar i väst som bär titeln patriark. Tidigast gavs titeln till ärkebiskopen i Venedig som fick denna värdighet år 1451. Vidare finns det patriarksäten i Västindien (1517), Lissabon (1711) och Ostindien (1886). Någon självständig status har dock inte patriarkerna i väst, och de har alltid ansetts vara underställda patriarken av Rom, det vill säga påven. De högsta ledarna i de med Rom unionerade kyrkorna bär även titeln patriark (eller katholikos) och har en struktur som är identiskt med de ortientaliskt ortodoxa; fast de står under påvens jurisdiktion.

## Idag i Öst

### Östortodoxa
Inom de Östortodoxa kyrkorna finns först de fyra patriarksätena i Konstantinopel, Antiokia, Alexandria och Jerusalem, varav patriarken i Konstantinopel bär titeln ekumenisk-patriark. Till skillnad från i väst är inte de övriga patriarkerna underställda den ekumeniska, utan denne står som den främsta bland likar. Precis som i väst har man sedan medeltiden gett en rad nationella biskopar patriarkvärdighet, varav den första var Bulgarien 927. Sedan dess har även Georgien (1010, med titeln katholikos-patriark), Serbien (1379), Ryssland (1589), Rumänien (1885) tillkommit. Dessa patriarker är inte underställda varandra utan är helt självstyrande, och har samma värdighet som de andra "äldre" patriarkaten.

### Orientaliska ortodoxa
Även de Orientaliska ortodoxa kyrkorna har patriarker: 
- Koptisk-ortodoxa kyrkan: påven och patriarken av Alexandria
- Syrisk-ortodoxa kyrkan: Patriarken av Antiochia
- Armeniska apostoliska kyrkan: fyra patriarker
- Indisk-ortodoxa kyrkan: catholicos-patriark av östern
- Etiopisk-ortodoxa kyrkan: Patriarken av hela Etiopien, tituleras abúna[1]
- Eritreansk-ortodoxa kyrkan: Patriarken över hela Eritrea

De nestorianska kyrkorna har en patriark av Jerusalem och en Catholicos Patriark av Babylon.